# Warwick (Ontario)
Pour les articles homonymes, voir Warwick.

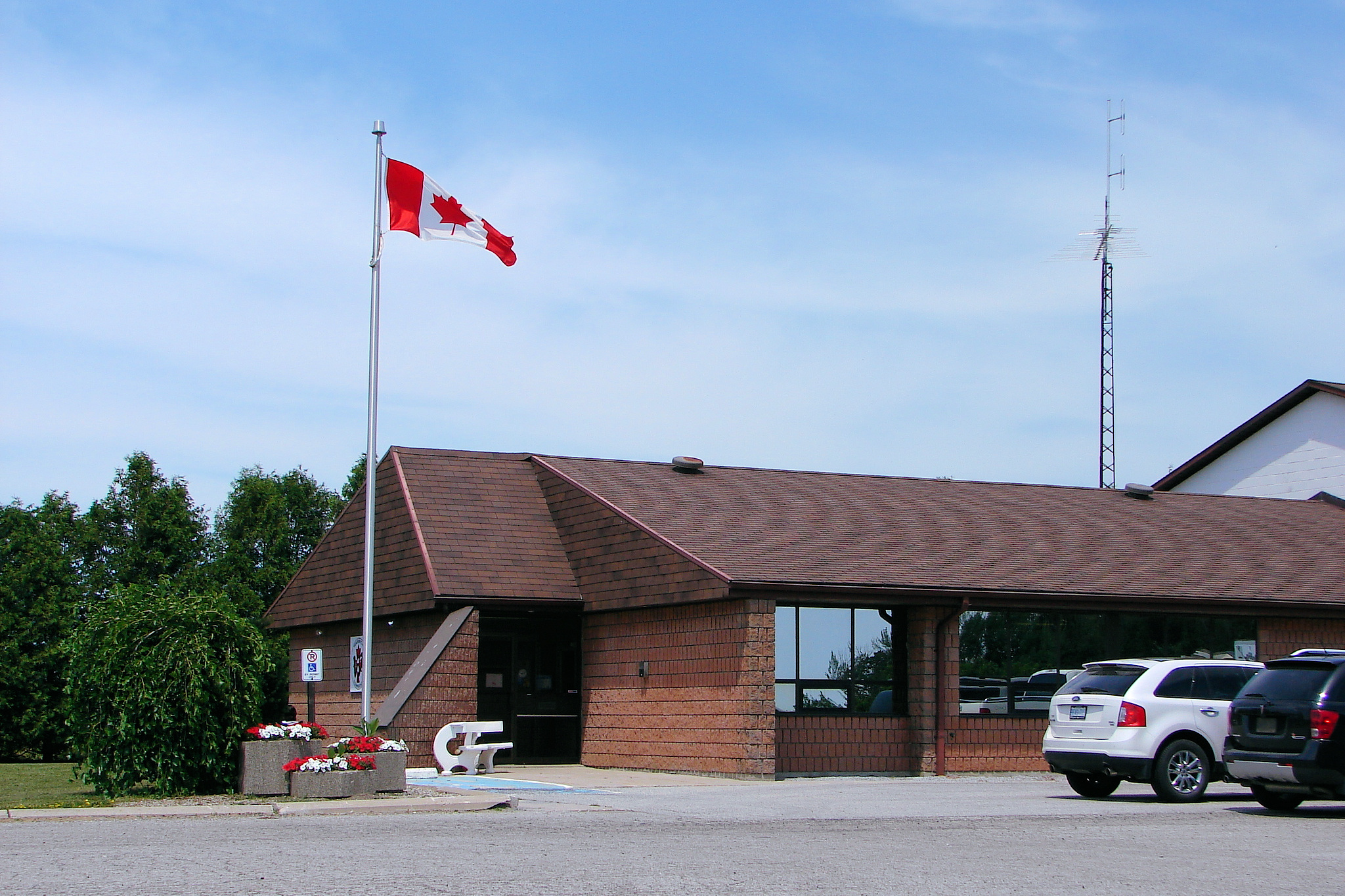
Warwick

Warwick est un canton situé dans le comté de Lambton en l'Ontario au Canada.

## Démographie
| 2001  | 2006  | 2011  | 2016  |
| ----- | ----- | ----- | ----- |
| 4 025 | 3 945 | 3 717 | 3 692 |